# Nebria desolata
Nebria desolata är en skalbaggsart som beskrevs av Kavanaugh. Nebria desolata ingår i släktet Nebria och familjen jordlöpare. Inga underarter finns listade i Catalogue of Life.